# سنگ‌های جلوس

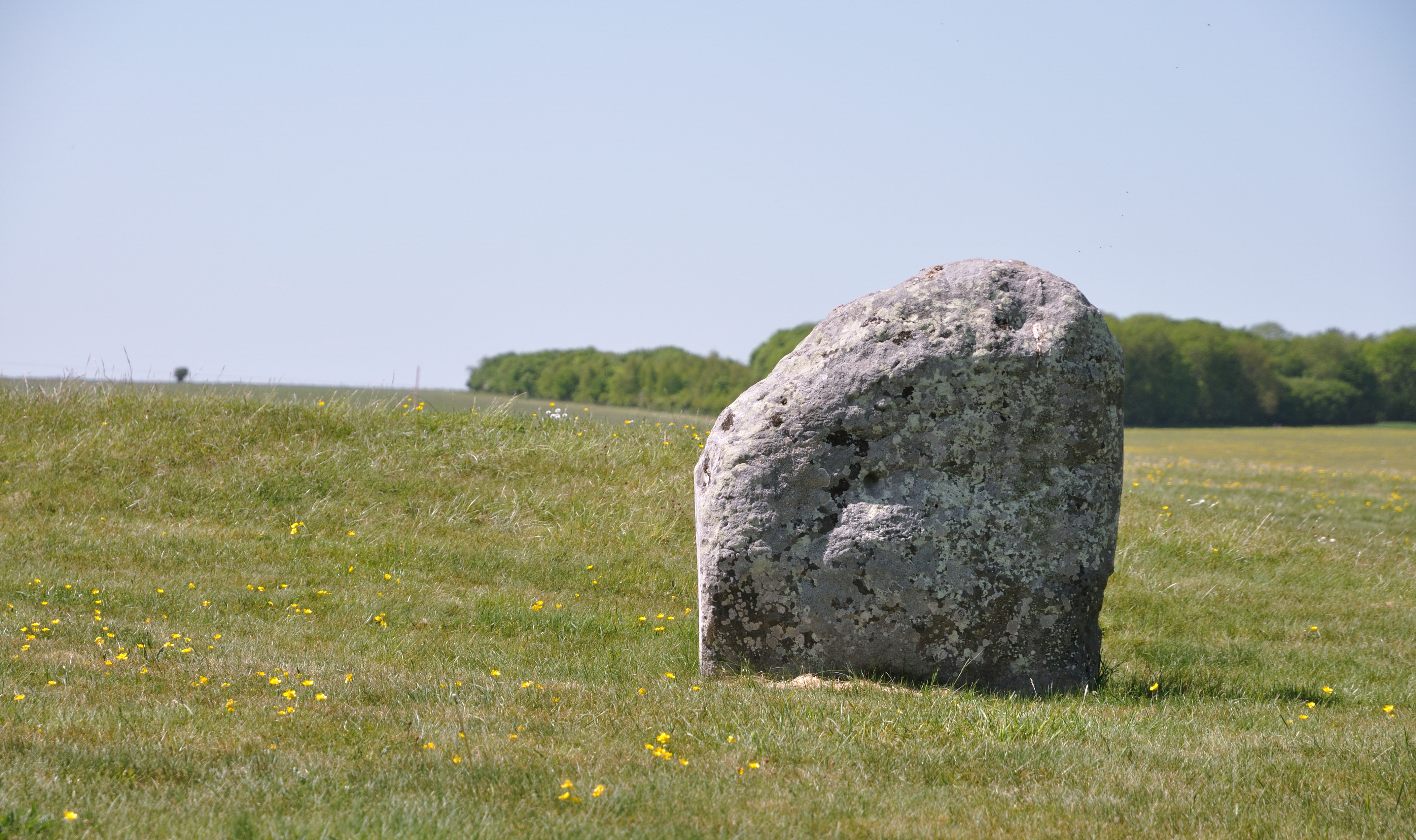
سنگ جلوس غربی ۹۳

سنگ‌های جلوس (انگلیسی: Station Stones) عناصری در سازهٔ پیشاتاریخی استون‌هنج هستند.
این سنگ‌ها در میانهٔ حلقهٔ سارسنی داخلی قرار دارند.
در اصل در گوشه‌های مستطیلی عمود بر محور طلوع خورشید چهار سنگ وجود داشت که
امروزه دو تا از این چهار سنگ باقی مانده‌است. نظریات متعددی در مورد علت وجود سنگ‌های جلوس هست (از جمله اینکه این سنگ‌ها منطبق با تصویر صورت فلکی شکارچی جای گرفته‌اند)، ولی دقت این نظریات مورد مناقشه است.